# برشلونة
برشلونة (اللغة القطلونية Barça) (بالإسبانية: Barcelona) مدينة على الساحل الشرقي لإسبانيا بين مصبي نهر الربرقاط ونهر بسوس. تبعد 160 كم عن جبال البرانس تعد ثاني أكبر مدن إسبانيا بعد مدريد وعاصمة مقاطعة برشلونة ومنطقة قطلونية ذاتية الحكم. يبلغ عدد سكانها حوالي 1.6 مليون نسمة داخل المدينة، ووتمتد منطقتها الحضرية إلى العديد من البلديات المجاورة داخل مقاطعة برشلونة وهي موطن لحوالي 5.7 مليون شخص. ما يجعلها خامس أكبر منطقة حضرية من حيث عدد السكان في الاتحاد الأوروبي بعد باريس ومنطقة الرور ومدريد وميلانو. وهي واحدة من أكبر المدن الكبرى على البحر الأبيض المتوسط، وتقع على الساحل بين مصبي نهر ييوبريغات وبيسوس، ويحدها من الغرب سيرا دي كولسيرولا.

## التاريخ

### التاريخ القديم
تقول بعض الأساطير أن حملقار برقا والد حنبعل أسس مدينة برشلونة في المكان الذي توجد فيه برشلونة اليوم. في القرن الخامس عشر قبل الميلاد اتخذ الرومان من المنطقة حصناً أو مخيماً لجيوش الدولة. في أوائل القرن الخامس الميلادي سيطروا على المنطقة القوط الغربيين المهاجرين لشبه جزيرة أيبيريا ثم فتحها المسلمون في القرن الثامن الميلادي إلا أن لويس بن شارلمان استطاع أن يفتح المدينة عام 801.

### غزو برشلونة[19]
وهي واحدة من الحملات الإسلامية ضد الأراضي المسيحية بقيادة المنصور بن أبي عامر، وقد وقعت بنهاية القرن 10.
في بداية الفتح الإسلامي لشبه الجزيرة الإيبيرية كانت قمطية برشلونة تحظى بدعم من مملكة فرنسا والإمبراطورية البيزنطية ولم تتمكن الخلافة الأموية على التوغل فيها. ولكن في عهد الحاجب المنصور قرر الهجوم عليها لأنه كان متيقن أن لوثير ملك فرنسا كان مشغولا في معارك أخرى.
كان الهجوم الأول ضد القمطية عام 978، عند عودته من رحلته الاستكشافية من مملكة نبرة، وهاجم فيها الفارو وبنبلونة، وهاجم قلعة دالية. وفي عام 982 قاد حملة جديدة ضد كاتالونيا حيث غزا قلعة المنارة، وفي العودة مر بجرندة وغزا أودنة، والرحلة الجديدة كانت عام 984، عند عودته من سيبولفيدا مرورا بأراضي برشلونة.
في 5 مايو 985 غادر المنصور قرطبة وذهب إلى مرسية للتزود بلوازم الرحلة الاستكشافية، مرورا بساحل البحر الأبيض المتوسط، وجمع والفرسان من بلنسية وطرطوشة ثم توجه إلى غاسبار فيليو مونفورت ثم عاد إلى طليطلة ومر على سرقسطة ولاردة.

### التاريخ الحديث
دمرت المدينة في عهد الحروب الإسبانية عام 1714. حيث أن الملك فيليب الخامس ملك إسبانيا هدم حي التجار في المدينة ليبني قاعدة عسكرية كجزء من معاقبة المدينة التي ثارت على حكمه. منع التحدث باللغة القطلونية ومنع التدريس في جامعتها التي افتتحت عام 1450.
أتبعت المدينة للإمبراطورية الفرنسية في عهد نابليون بعد أن احتل الفرنسيون إسبانيا ووضع أخو نابليون جوزيف بونابرت حاكماً للأجزاء المحتلة فيها. حررت المناطق المحتلة الإسبانية بعد سقوط نابليون.
تم تعزيز تطوير برشلونة من خلال حدثين في عام 1986: انضمام إسبانيا إلى المجموعة الأوروبية، وخاصة تعيين برشلونة كمدينة مضيفة لدورة الألعاب الأولمبية الصيفية لعام 1992. كانت عملية التجديد الحضري سريعة، ورافقتها سمعة دولية متزايدة بشكل كبير للمدينة كوجهة سياحية . أدت تكلفة الإسكان المتزايدة إلى انخفاض طفيف (-16.6٪) في عدد السكان على مدى العقدين الأخيرين من القرن العشرين حيث انتقلت العديد من العائلات إلى الضواحي. وقد انعكس هذا الانخفاض منذ عام 2001، حيث اكتسبت موجة جديدة من الهجرة (خاصة من أمريكا اللاتينية والمغرب) زخمًا.
خلال القرن التاسع عشر الميلادي نمت المدينة خلال فترة الثورة الصناعية إذ كانت مركزاً للعديد من الصناعات التجارية. خلال تلك الفترة عندما ضعفت سلطة مدريد على مدينة برشلونة، قام سكان المدينة بهدم سورها المبني في القرون الوسطى وكذلك تم تحويل حصن الريبيرا إلى حديقة عامة.
في يوليو 2023، أُعلنت برشلونة عاصمةً عالميةً للهندسة المعمارية من قِبل اليونسكو والاتحاد الدولي للمهندسين المعماريين للفترة 2024-2026. هذا يعني أنها ستكون مركزًا للنقاش حول التحديات العالمية، بما في ذلك الثقافة والتراث والتخطيط الحضري والهندسة المعمارية. بالإضافة إلى كونها العاصمة حتى عام 2026، ستستضيف أيضًا المؤتمر العالمي للاتحاد الدولي للمهندسين المعماريين لذلك العام. هذا الشرف يليق ببرشلونة، حيث أن تاريخها مليء بالإنجازات المعمارية والأنماط والتأثيرات الأيقونية المتنوعة. من جذورها الرومانية القديمة، إلى الحركات القوطية والحداثية، ازدهرت برشلونة من خلال الطريقة التي تربط بها بين الهندسة المعمارية والثقافة.

## السكان
برشلونة هي ثاني أكبر مدينة في إسبانيا من حيث عدد السكان، يبلغ حوالي 1.6 مليون نسمة، معظمهم من إسبانيا وقطلونيا والباقي من المناطق الأخرى والمهاجرين حوالي 230.000 نسمة معظمهم من أمريكا اللاتينية: إكوادور، الأرجنتين وكولومبيا؛ ودول أوروبا الشرقية: أوكرانيا ورومانيا والدول الإفريقية المغرب، الجزائر ،السنغال ودول أخرى بنسبة أقل مثل باكستان.
ملاحظة: تعتمد هذه الإحصائية على قاعة البيانات الإحصائية المقدمة من المجلس البلدي لمدينة برشلونة.
برشلونة واحدة من أكثر المدن المكتظة بالسكان في أوروبا، أعلن المجلس البلدي لبرشلونة الإحصائية المحتسبة لسكان المدينة العام 2008 والمقدرة ب 1.628.090 نسمة يعيشون داخل حدود البلدية على مساحة 102.2 كم2. حيث بلغ متوسط الكثافة السكانية 15.926 لكل كيلو متر مربع.
هناك 73 حي في المدينة، كان 45 حي منهم تصل كثافته السكانية إلى ما فوق 20.000 نسمة لكل كيلو متر مربع. حيث يبلغ عدد سكانها مجتمعة حوالي 1.313.424 نسمة يعيشون على 38.6 كيلو متر مربع. في معدل كثافة يصل إلى 33.987 نسمة لكل كيلو متر مربع، وشكلت الأحياء الثلاثين الأكثر اكتظاظاً بالسكان نسبة تصل إلى 57.5% من سكان المدينة يحتلون فقط ما مجموعه 22,7% من المساحة الاجمالية لحدود البلدية للمدينة أو بعبارة أخرى 936.406 نسمة يعيشون في كثافة يبلغ معدلها 40.322 نسمة/كم2

## الجغرافيا
تقع برشلونة على الساحل الشمالي الشرقي لشبه جزيرة إيبيريا، على ساحل البحر الأبيض المتوسط.على هضبة عرضها حوالي 5 كم (3 ميل) يحدها من جانبها سلسلة جبال كولسرولا، ونهر يوبريغات من الجنوب الغربي ونهر بيزوز من الشمال. مساحة هذه الهضبة 170 كم2 (66 ميل مربع) منها 101 كيلومتر مربع (38.9 ميل مربع) هي التي تحتلها المدينة نفسها. و160 كم (100 ميل) إلى الجنوب من جبال البرانس وحدود قطلونية مع فرنسا.

### المناخ
مناخ المدينة معتدل كمناخ مدن البحر الأبيض المتوسط. يعدّ معدل سقوط الأمطار حوالي 7.000 ملم سنويا، معظمها ينزل في فصل الشتاء، ويبلغ متوسط درجة الحرارة في أشهر السنة الدافئة (آب /أغسطس) هو 24 درجة مئوية، ومتوسط درجة الحرارة في الأشهر الباردة من السنة يناير -4 درجات مئوية.
| البيانات المناخية لـبرشلونة                                                            | البيانات المناخية لـبرشلونة | البيانات المناخية لـبرشلونة | البيانات المناخية لـبرشلونة | البيانات المناخية لـبرشلونة | البيانات المناخية لـبرشلونة | البيانات المناخية لـبرشلونة | البيانات المناخية لـبرشلونة | البيانات المناخية لـبرشلونة | البيانات المناخية لـبرشلونة | البيانات المناخية لـبرشلونة | البيانات المناخية لـبرشلونة | البيانات المناخية لـبرشلونة | البيانات المناخية لـبرشلونة |
| الشهر                                                                                  | يناير                       | فبراير                      | مارس                        | أبريل                       | مايو                        | يونيو                       | يوليو                       | أغسطس                       | سبتمبر                      | أكتوبر                      | نوفمبر                      | ديسمبر                      | المعدل السنوي               |
| -------------------------------------------------------------------------------------- | --------------------------- | --------------------------- | --------------------------- | --------------------------- | --------------------------- | --------------------------- | --------------------------- | --------------------------- | --------------------------- | --------------------------- | --------------------------- | --------------------------- | --------------------------- |
| متوسط درجة الحرارة الكبرى °م (°ف)                                                      | 13.4 (56.1)                 | 14.6 (58.3)                 | 15.9 (60.6)                 | 17.6 (63.7)                 | 20.5 (68.9)                 | 24.2 (75.6)                 | 27.5 (81.5)                 | 28.0 (82.4)                 | 25.5 (77.9)                 | 21.5 (70.7)                 | 17.0 (62.6)                 | 14.3 (57.7)                 | 20.0 (68.0)                 |
| المتوسط اليومي °م (°ف)                                                                 | 8.9 (48.0)                  | 10.0 (50.0)                 | 11.3 (52.3)                 | 13.1 (55.6)                 | 16.3 (61.3)                 | 20.0 (68.0)                 | 23.1 (73.6)                 | 23.7 (74.7)                 | 21.1 (70.0)                 | 17.1 (62.8)                 | 12.6 (54.7)                 | 10.0 (50.0)                 | 15.6 (60.1)                 |
| متوسط درجة الحرارة الصغرى °م (°ف)                                                      | 4.4 (39.9)                  | 5.3 (41.5)                  | 6.7 (44.1)                  | 8.5 (47.3)                  | 12.0 (53.6)                 | 15.7 (60.3)                 | 18.6 (65.5)                 | 19.3 (66.7)                 | 16.7 (62.1)                 | 12.6 (54.7)                 | 8.1 (46.6)                  | 5.7 (42.3)                  | 11.1 (52.1)                 |
| الهطول مم (إنش)                                                                        | 41 (1.6)                    | 39 (1.5)                    | 42 (1.7)                    | 49 (1.9)                    | 59 (2.3)                    | 42 (1.7)                    | 20 (0.8)                    | 61 (2.4)                    | 85 (3.3)                    | 91 (3.6)                    | 58 (2.3)                    | 51 (2.0)                    | 638 (25.1)                  |
| متوسط أيام هطول الأمطار (≥ 1 mm)                                                       | 5                           | 4                           | 5                           | 5                           | 5                           | 4                           | 2                           | 4                           | 5                           | 6                           | 5                           | 5                           | 55                          |
| ساعات سطوع الشمس الشهرية                                                               | 149                         | 163                         | 200                         | 220                         | 244                         | 262                         | 310                         | 282                         | 219                         | 180                         | 146                         | 138                         | 2٬513                       |
| المصدر: المنظمة العالمية للأرصاد الجوية (الأمم المتحدة),وكالة الأرصاد الجوية الأسبانية |                             |                             |                             |                             |                             |                             |                             |                             |                             |                             |                             |                             |                             |

## اقتصاد
إن برشلونة هي أولى المدن الصناعية الكبرى وهي مدينة تجارية وفيها مركز هام للسياحة (حيث أن 17% من العاملين في المدينة يهتمون في السياحة والفندقة)، ومن بنوكها بنك كايكسا كاتالونيا وبنك لا كايكساز.

## تعليم وثقافة
إن هذه المدينة تحتوي على مركز فني هام، فيه أعمال لفنانين كبار بمجالات مختلفة كبيكاسو وميرو والرسام دالي.
وأيضاً من بين المدارس والمؤسسات العالية للتعليم جامعة برشلونة من أقدم الجامعات الأوروبية والعديد من الجامعات الأخرى.

## الرياضة

شعار الألعاب الأولمبية الصيفية برشلونة 1992

في مدينة برشلونة ناديان عريقان وكبيران ينتميان إلى الدرجة الأولى الإسبانية ولعبا في الكثير من الكؤوس والدوريات الأوروبية وهما:
- نادي برشلونة وملعبه الكامب نو ويتسع لحوالي 99.000 متفرج وأكبر ملعب في إسبانيا وأوروبا.
- نادي اسبانيول الذي يلعب في ملعب كورنيلا-إل برات الذي أسس في سنة 2009 والذي يتسع 40000
- نادي خيمناستيك

إضافة إلى نادي بندين واسم ملعبه هنجيرا، وأيضاً هناك العديد من الرياضات ككرة السلة وكرة اليد.
استضافت المدينة الألعاب الأولمبية الصيفية لسنة 1992. جلبت الألعاب ترقية كبيرة للمرافق الرياضية في المدينة.

## المعالم

### كنيسة العائلة المقدّسة (ساغرادا فاميليا)

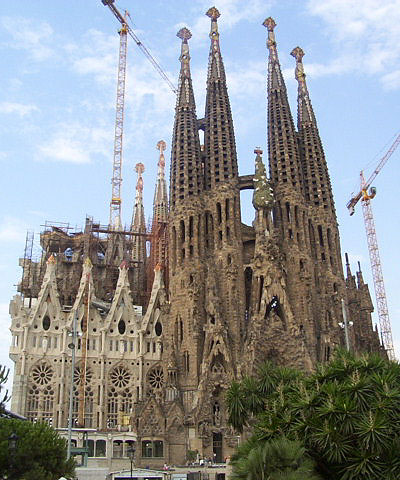
صورة لكنيسة سيغرادا فاميليا

كنيسة العائلة المقدسة هي أكثر الأماكن مجيئاً من قبل الناس ويقصدها الزوار من شتى أنحاء العالم وذلك لجمال منظرها ولارتفاعها الشاهق وكثرة المجسمات والتماثيل الحجرية حيث أن العائلة المقدسة يعدّ من المعالم الدينية الشهيرة في إسبانيا، صممه المعماري العالمي أنطونيو غاودي (1852 - 1926) والذي كرس 15 عام من حياته في بناءها حتى وفاته حيث كان يصرح بأنه ليس على عجل في اكمال البناء، الذي استمر بعده رغم وقوع الحرب الأهلية الإسبانية عام 1936. لا يزال هذا المعبد الضخم تحت الإنشاء منذ عام 1882 وسوف يستغرق من الوقت 30-80 سنة لكي يكتمل ومع ذلك يعدّ أشهر معلم في برشلونة.
بعض من اجزاءها غير المكتملة، إلا أن العمل استمر بعداها والتزم عدة معماريون بعد جاودي في تصميمها. وهي الآن من أكثر الأماكن جاذبية للسياح في برشلونة الذين بأمكانهم زيارة الأجزاء المكتملة منها.

### حديقة الأسماك ببرشلونة

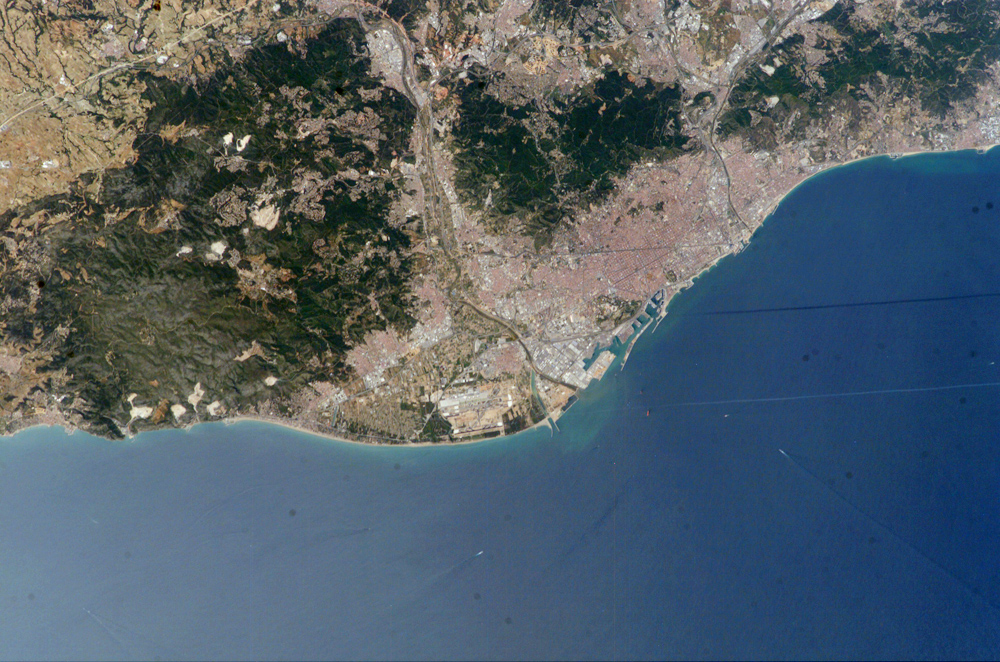
صورة بالقمر الصناعي لبرشلونة

تعد هذه الحديقة البحرية من أغرب وأمتع المعالم وأكثرها شعبية في برشلونة وذلك لتميز عرض الحيوانات البحرية بطريقة جذابة وطبيعتها الخلابة. توجد هذه الحديقة في ميناء بورت فيل (Port Vell) ببرشلونة وبالرغم أنها ليست من المعالم القديمة ولكن الكثير يقصد هذه الحديقة ويتعنى إليها حين ذهابهم إلى برشلونة. افتتحت في عام 1996 ويوجد فيها حوض للأسماك ويعدّ من أكبر أحواض الأسماك في العالم. يتشكل هذا الحوض على شكر ممر زجاجي ترى من خلاله الأسماك والحيوانات الأخرى على طول الممر من خلال سقف وجدار الممر وهذا هو ما يميز هذه الحديقة. حوالي 21 حوض يقسم من خلالهم الأسماك على طول الممر مروراً بالأسماك المتعددة الألوان والشعاب المرجانية إلى الديدان البحرية ذهاباً إلى أسماك القرش.

### المتحف القومي

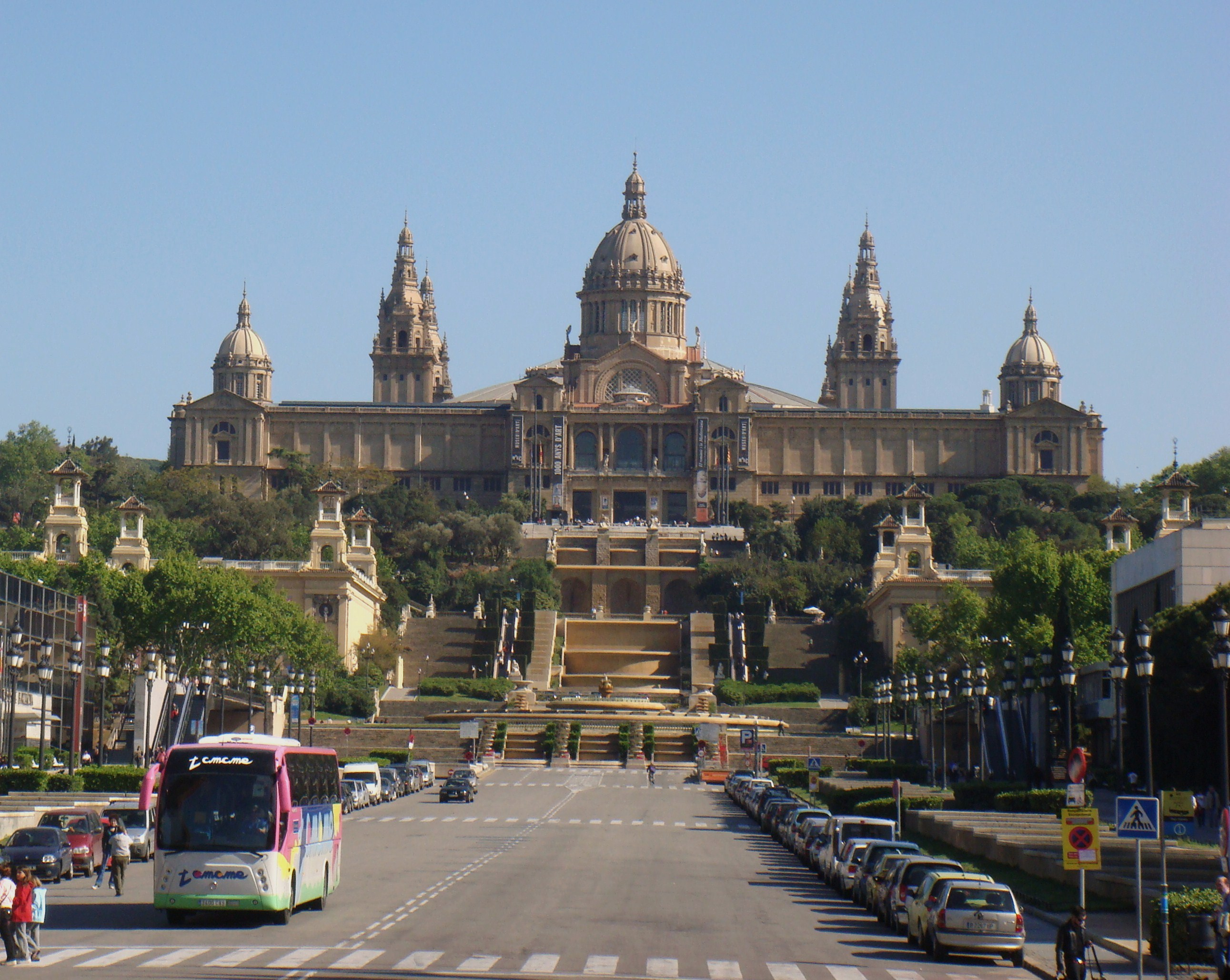
المتحف الوطني القطلوني للفن

كان مقر الخليفة المنصور ولكن تم طمس معالمه وتحويلة إلى متحف موسيقي قومي.

### نافورة كاناليتيس
نافورة كاناليتيس تقع في شارع لارامبلا بالقرب من ساحة كاتالونيا وسط المدينة، صممت أوآخر القرن التاسع عشر م، وركبت لتحل محل نافورة قديمة يعود تاريخها إلى القرن السادس عشر الميلادي ثبتت في العام 1714 في عهد فيليب الخامس.

## النقل

### المطارات

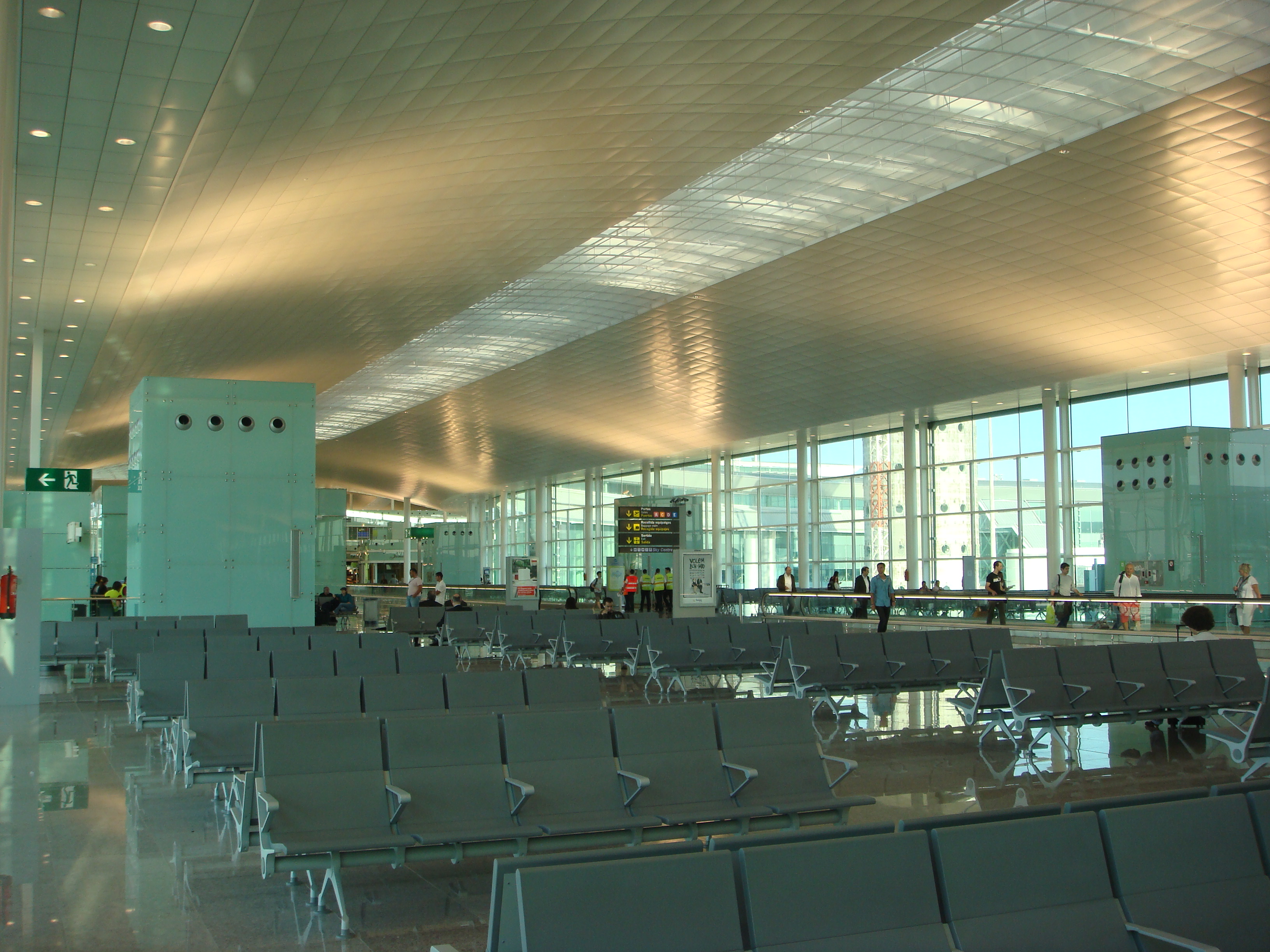
منظر من قاعة الانتظار T1 في مطار برشلونة.

يعدّ مطار برشلونة الدولي الذي يبعد 17كم (حوالي 11 ميل) من وسط برشلونة، ثاني أكبر مطار في إسبانيا، وأكبر مطار يقع على ساحل البحر الأبيض المتوسط. ومطار برشلونة هو المركز الرئيسي لشركة الخطوط الجوية فيولينغ، بالإضافة إلى كلا من شركتي إسبانيا للطيران, وطيران أوروبا. يخدم المطار بشكل رئيسي الوجهات المحلية والأوروبية، لكن يوجد بعض شركات الطيران التي تقدم رحلات إلى أمريكا اللاتينية، آسيا، والولايات المتحدة. يرتبط القطار بالطرق السريعة في المدينة، قطار لنقل الركاب، ومن المقرر ربطه بخدمة الحافلات. كذلك تم إنشاء قاعة انتظار المسافرين (T1) واستخدمت في 17 يونيو 2009
يوجد أيضاً مطار أصغر هو مطار ساباديل قريب من بلدة ساباديل المجاورة. في هذا المطار يتدرب الطياريين، وتنطلق الرحلات التجارية، وكذلك الرحلات الجوية الخاصة. بعض شركات الطيران ذات التكلفة المنخفضة مثل ترانسافيا.كوم ورايان إير تفضل استخدام مطار جيرونا كوستا برافا الواقع على بعد 90 كيلومترا (56 ميلا) إلى الشمال من برشلونة، ومطار ريوس الواقع على بعد 77 كلم (48 ميل) إلى الجنوب من برشلونة.

## الحكومة

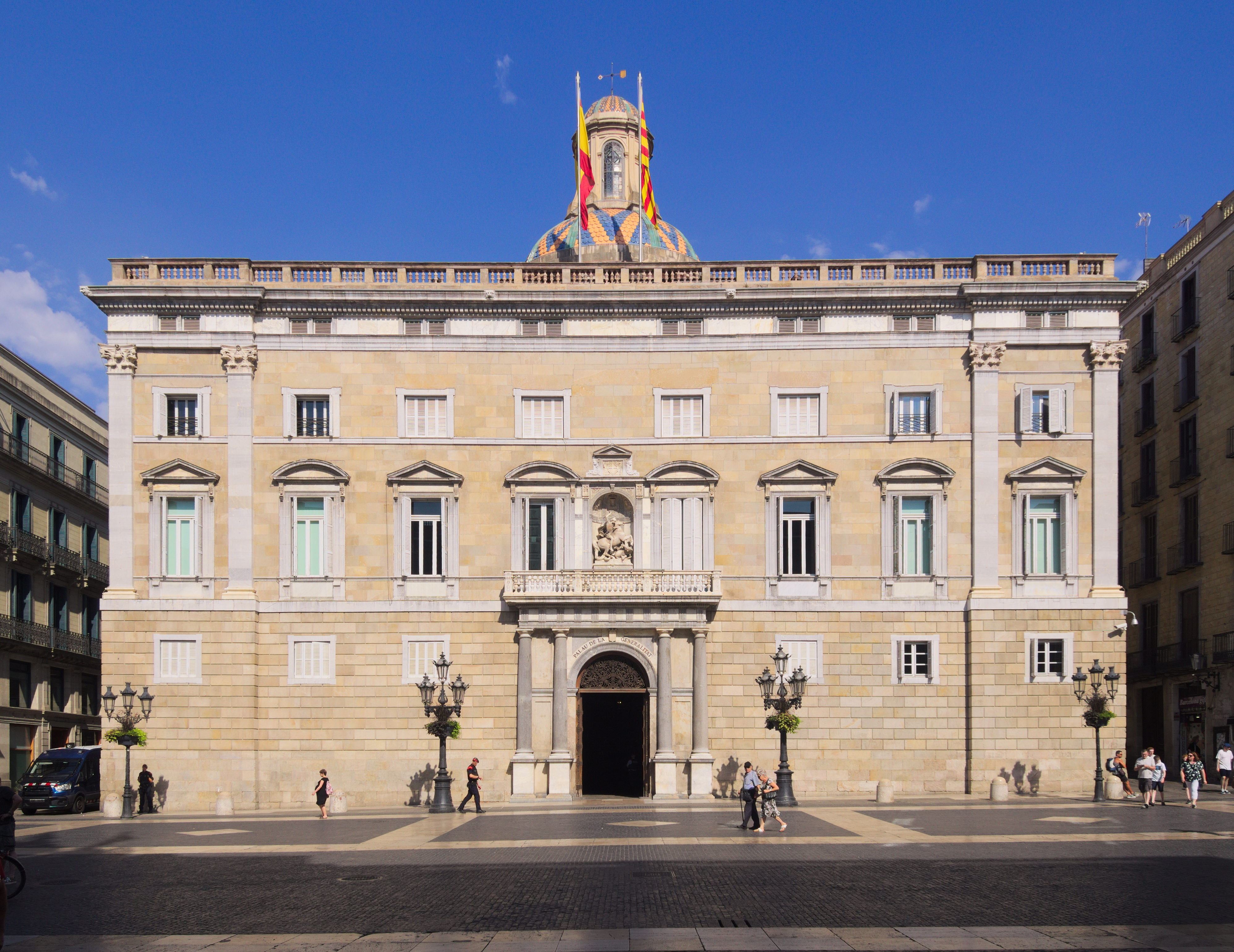
قصر حكومة كاتالونيا (بالاو دي لا جنراليتات دي كاتالونيا)

برشلونة هي عاصمة إقليم كتالونيا المتمتع بالحكم الذاتي، هي مقر الحكومة الكتالونية، المعروفة باسم جنراليتا دي كتالونيا؛ ومن أبرز مؤسساتها السلطة التنفيذية، والبرلمان، والمحكمة العليا الكتالونية. كما أنها عاصمة مقاطعة برشلونة ومنطقة برشلونة.

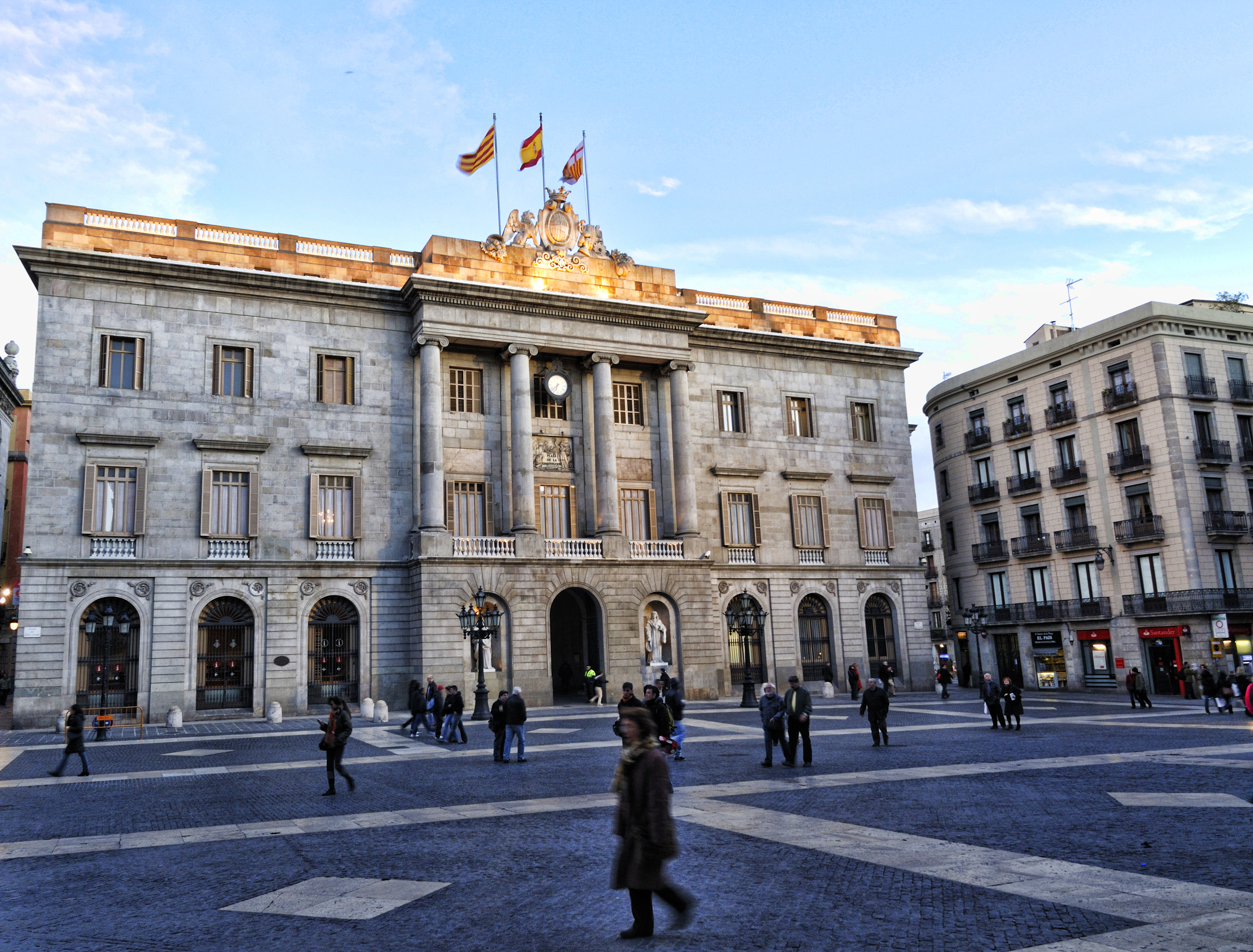
قاعة مدينة برشلونة

### أحياء برشلونة

خريطة لأحياء برشلونة

- ثيوتات فيا
- غراثيا
- سانت مارتي
- بارثيلونيتا
- ساغرادا فاميليا

## معرض الصور

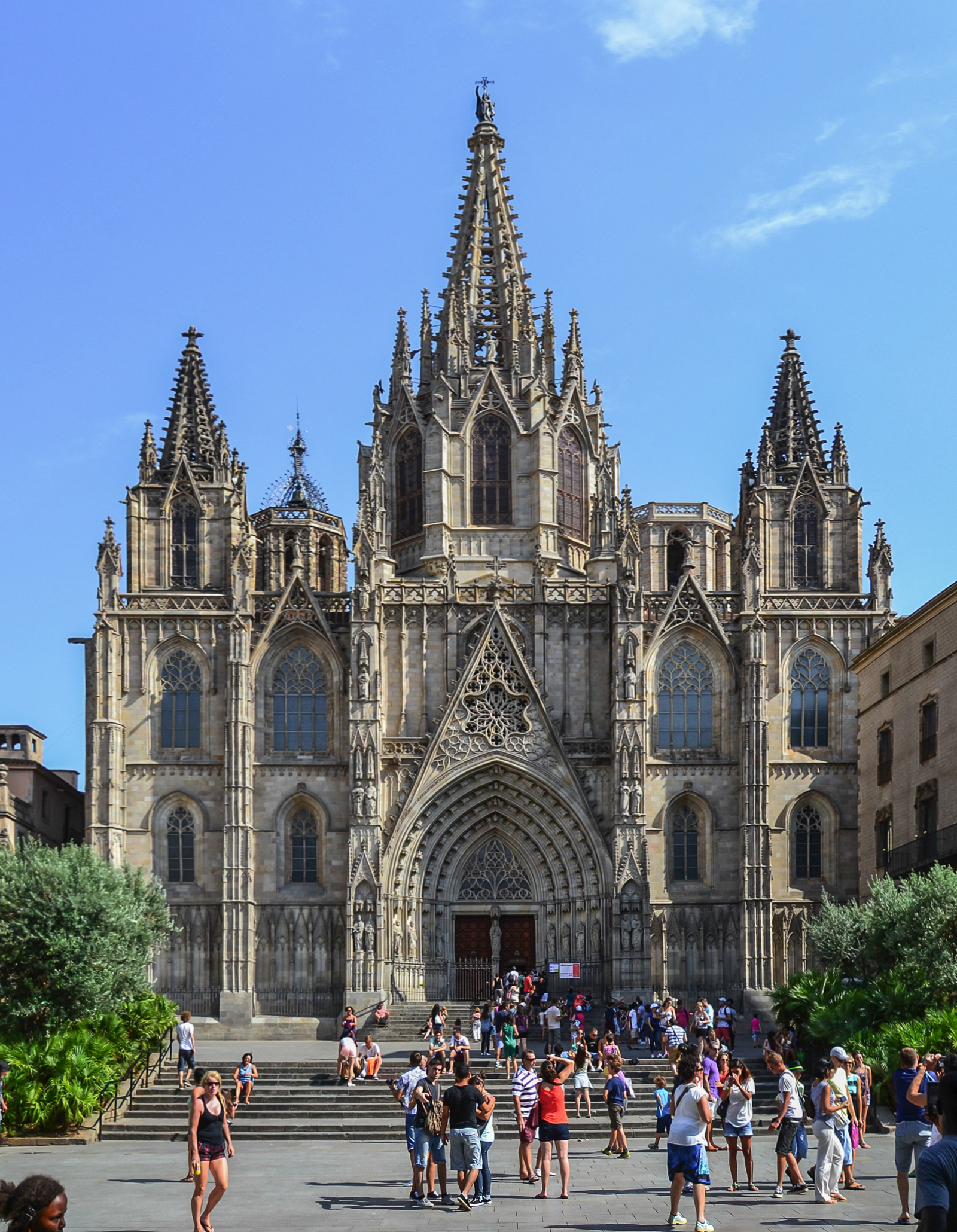
كنيسة سيجرادا فاميليا
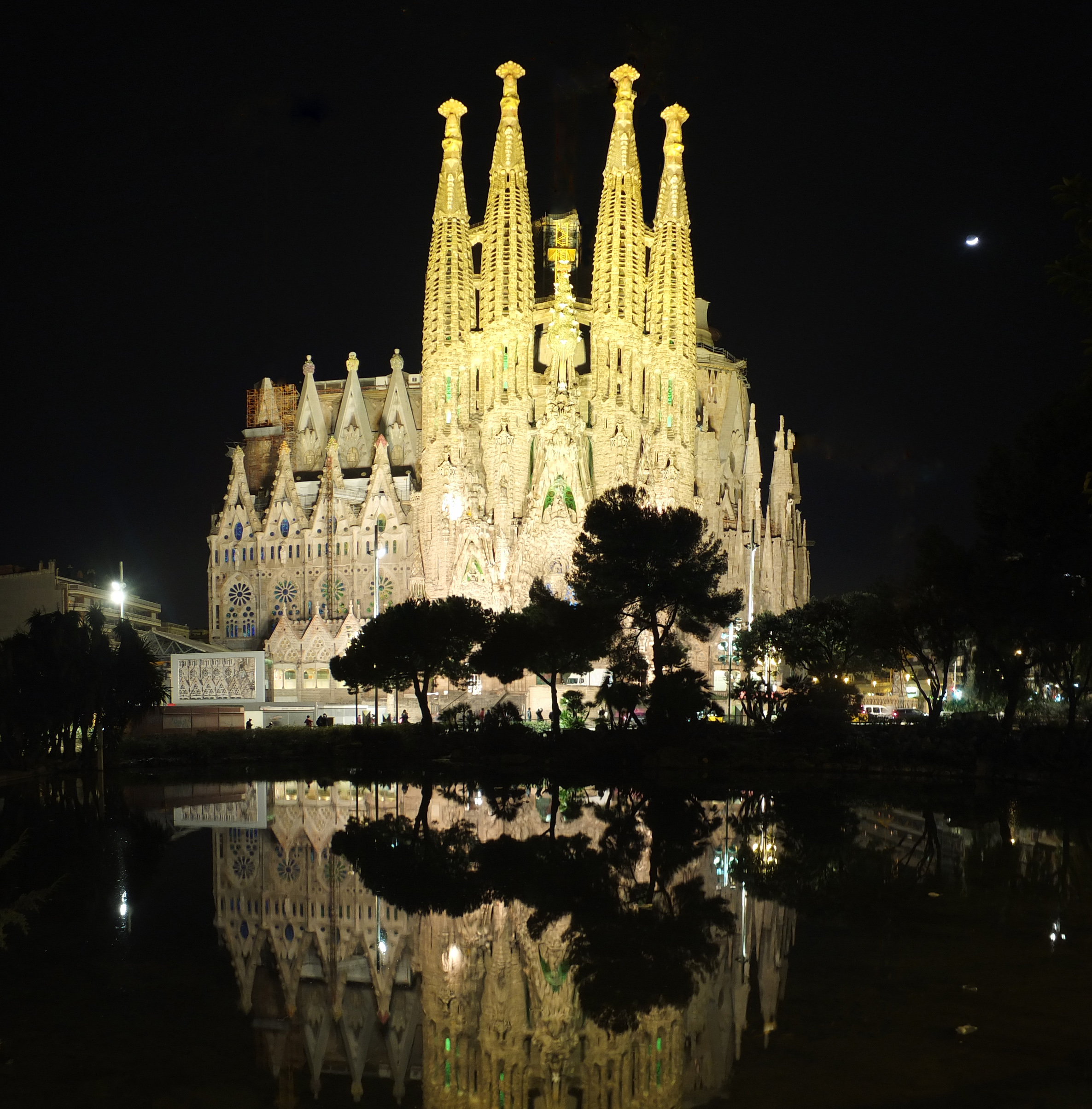
الكنيسة ليلاً
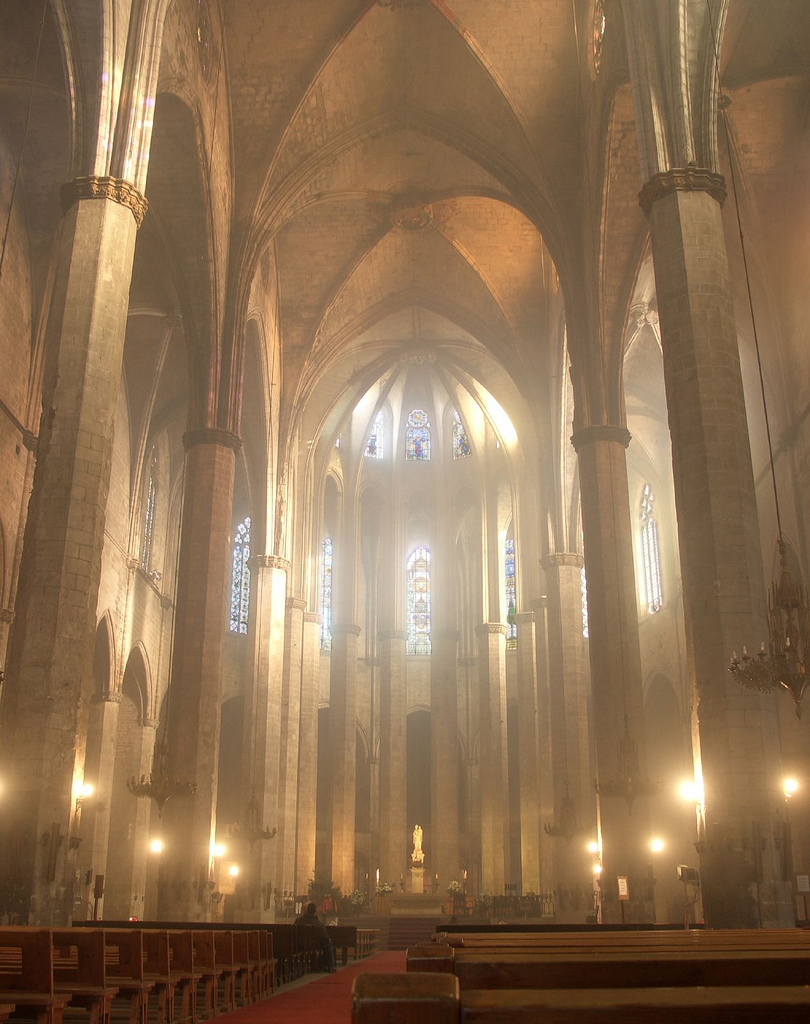
الكنيسة من الداخل
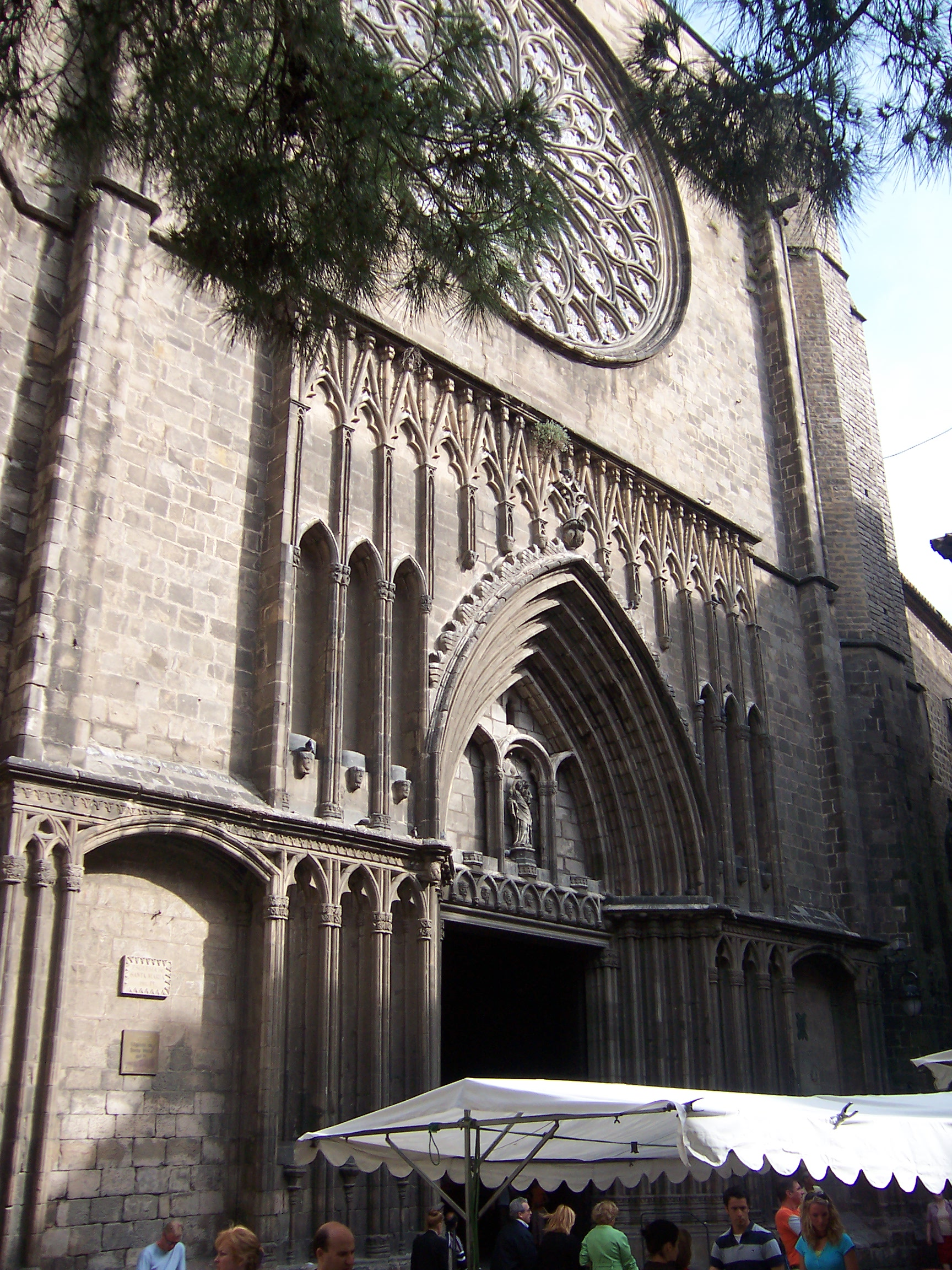
مدخل الكنيسة
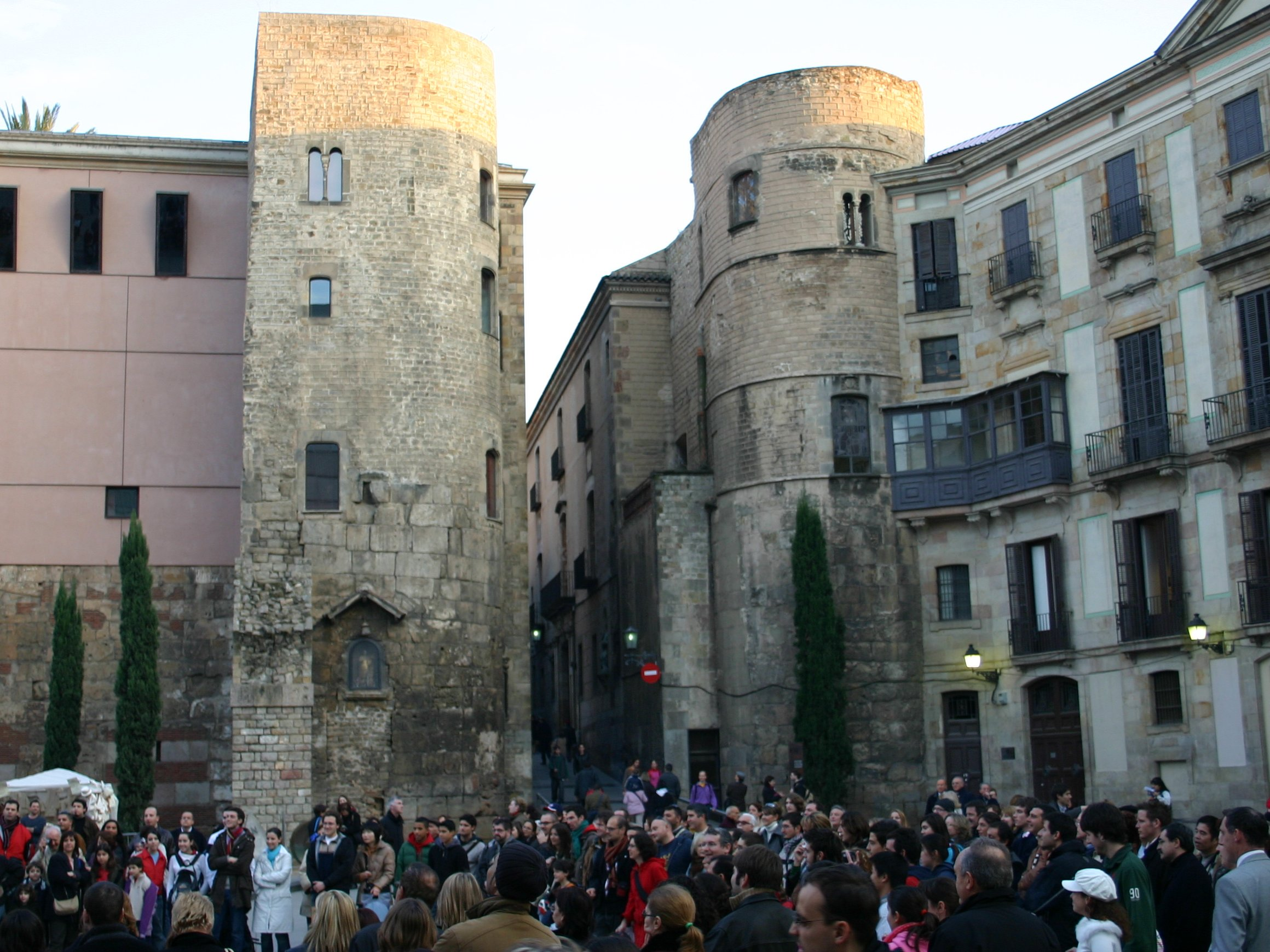
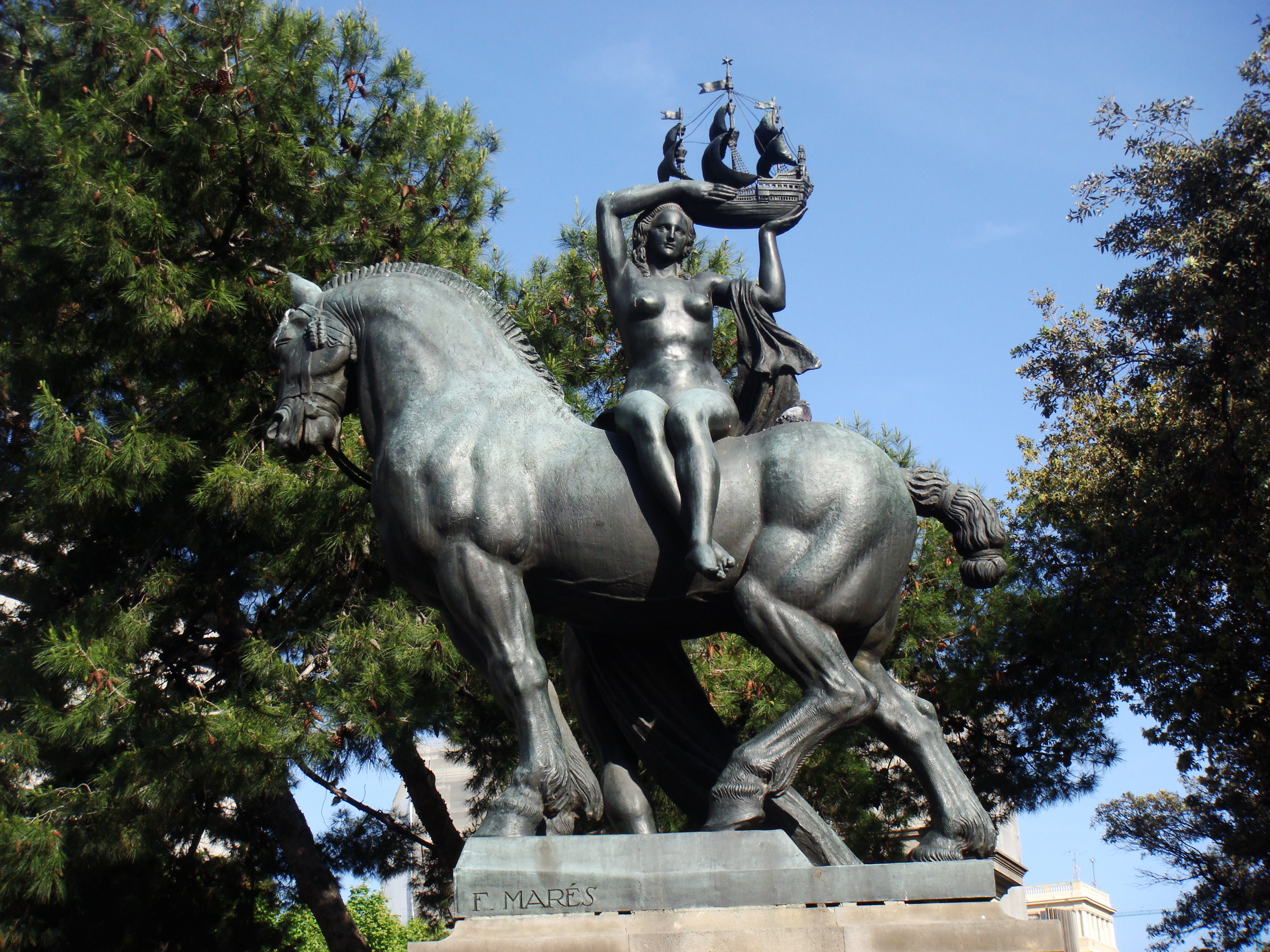
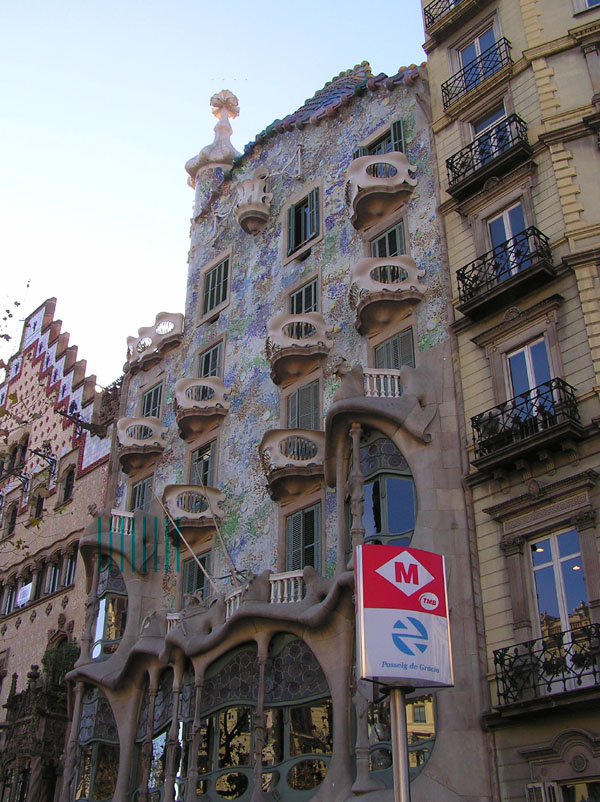
منزل باتيو
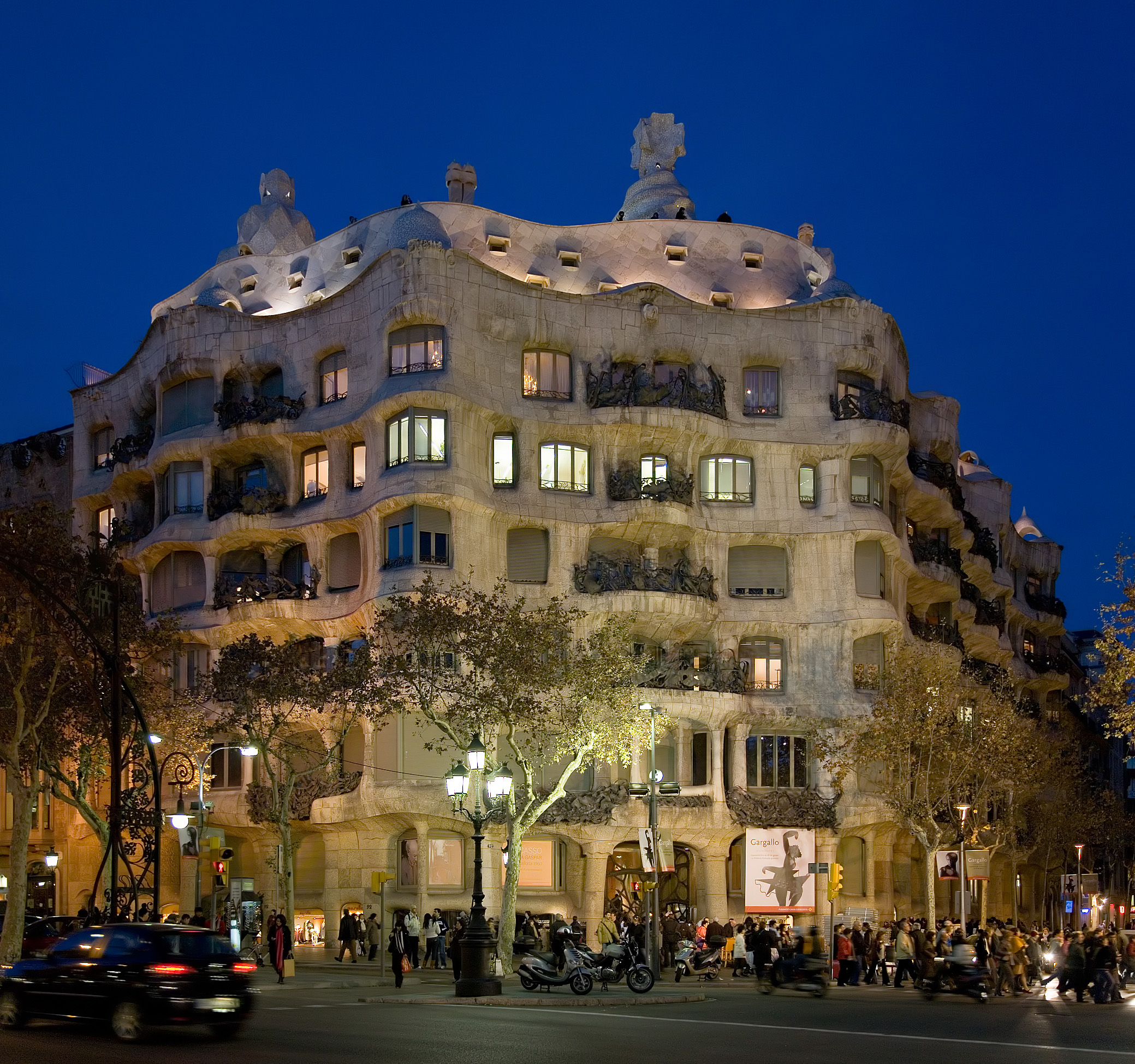
مبنى ميلان
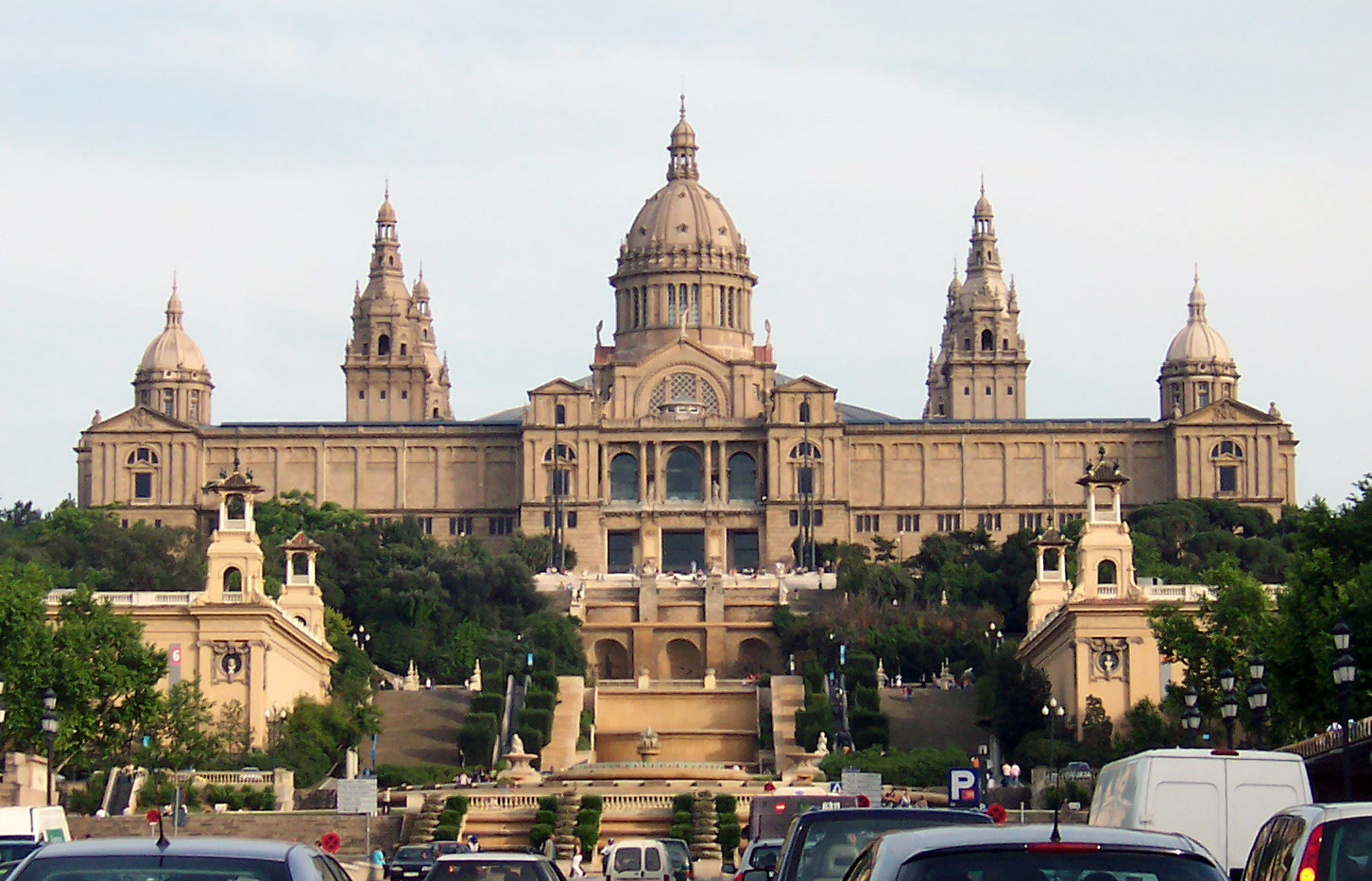
المتحف الوطني
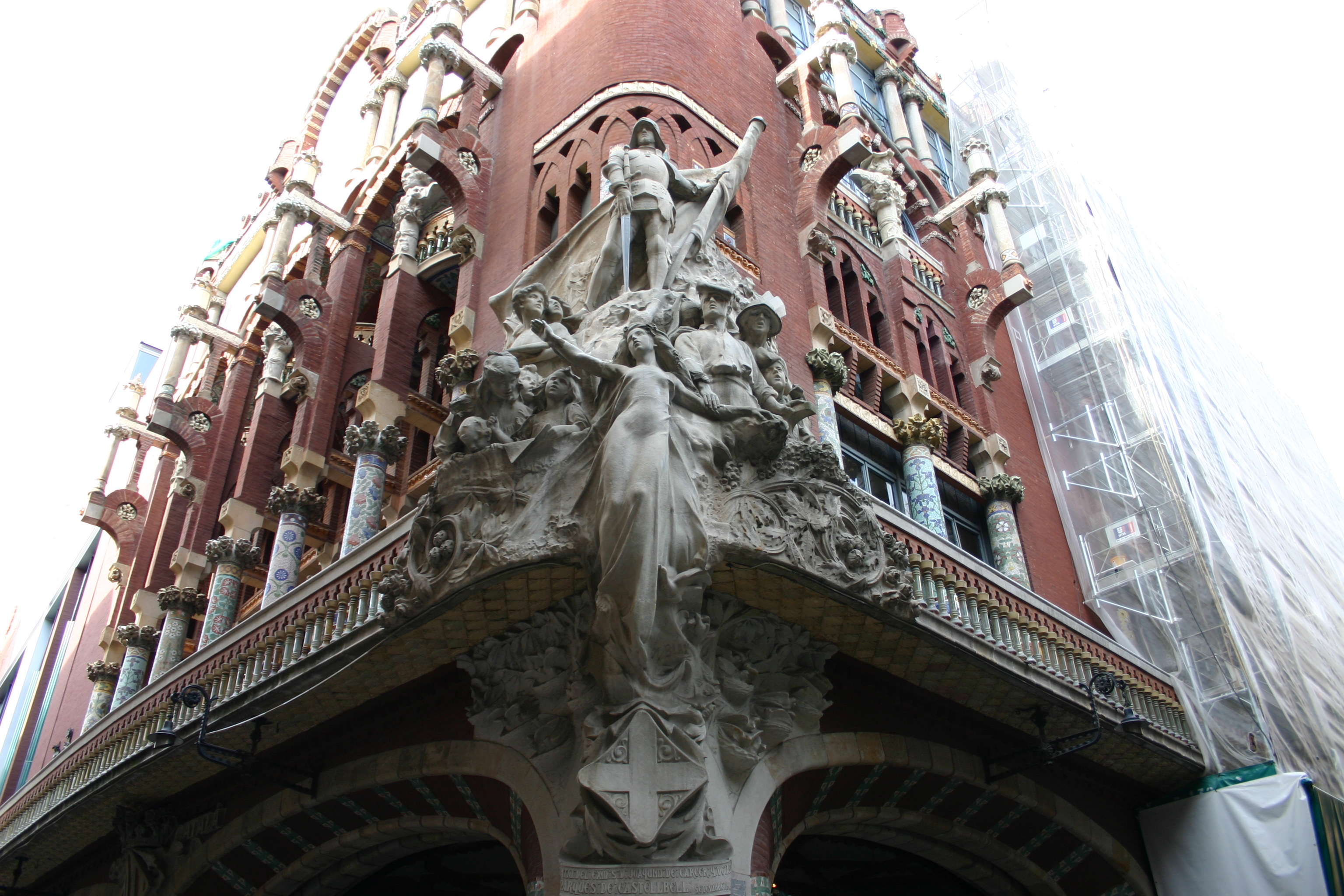
دار الموسيقى
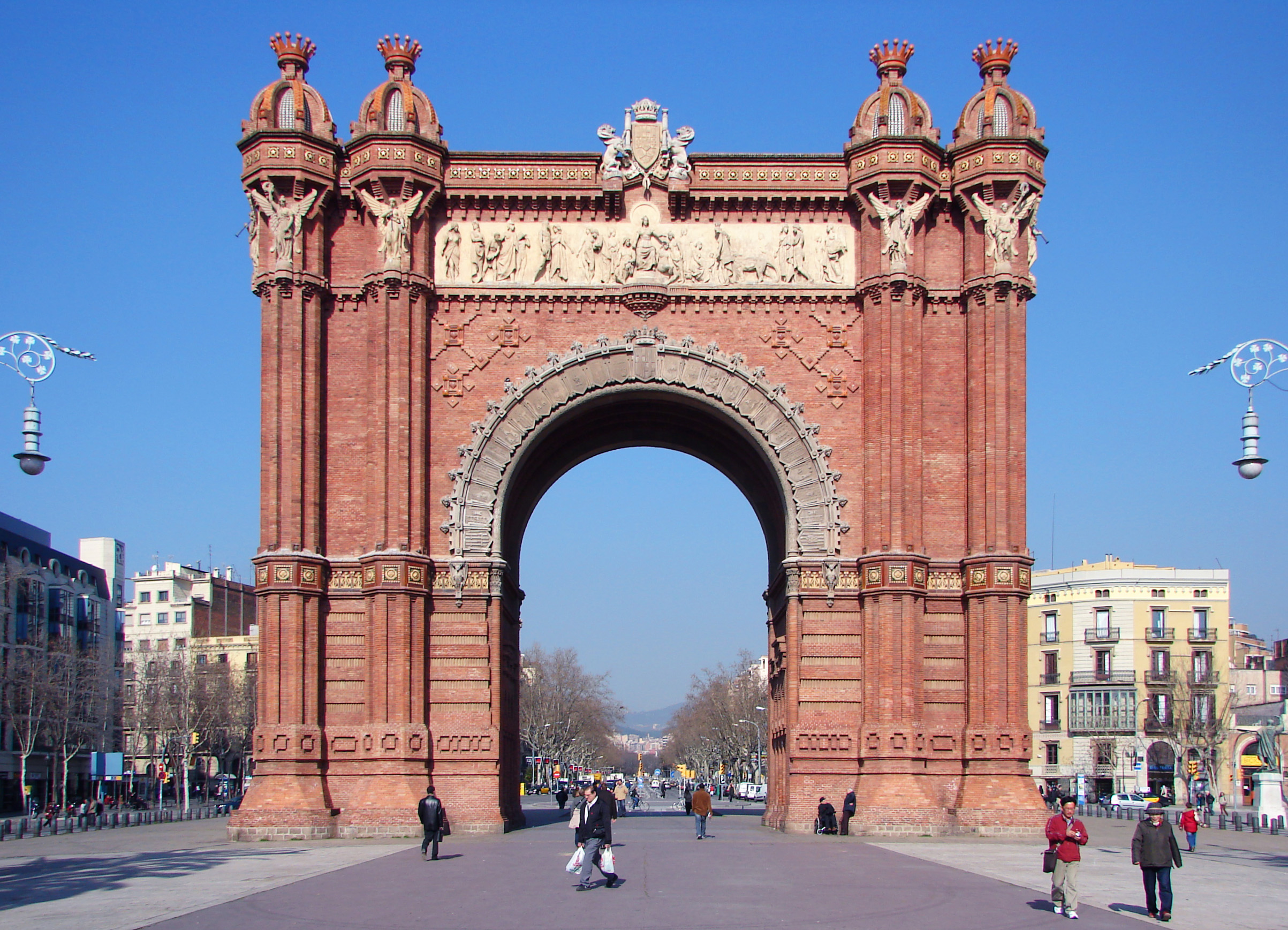
قوس النصر
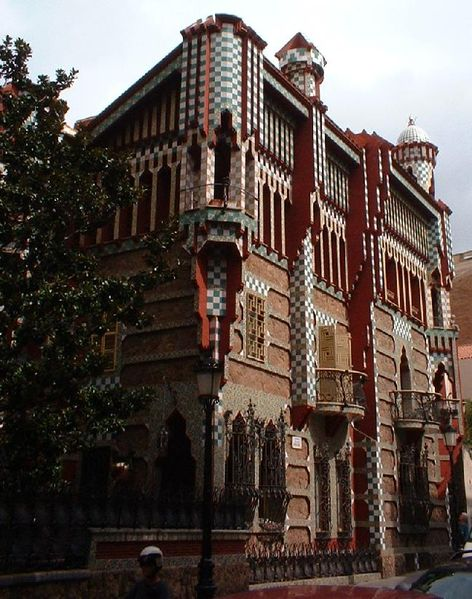
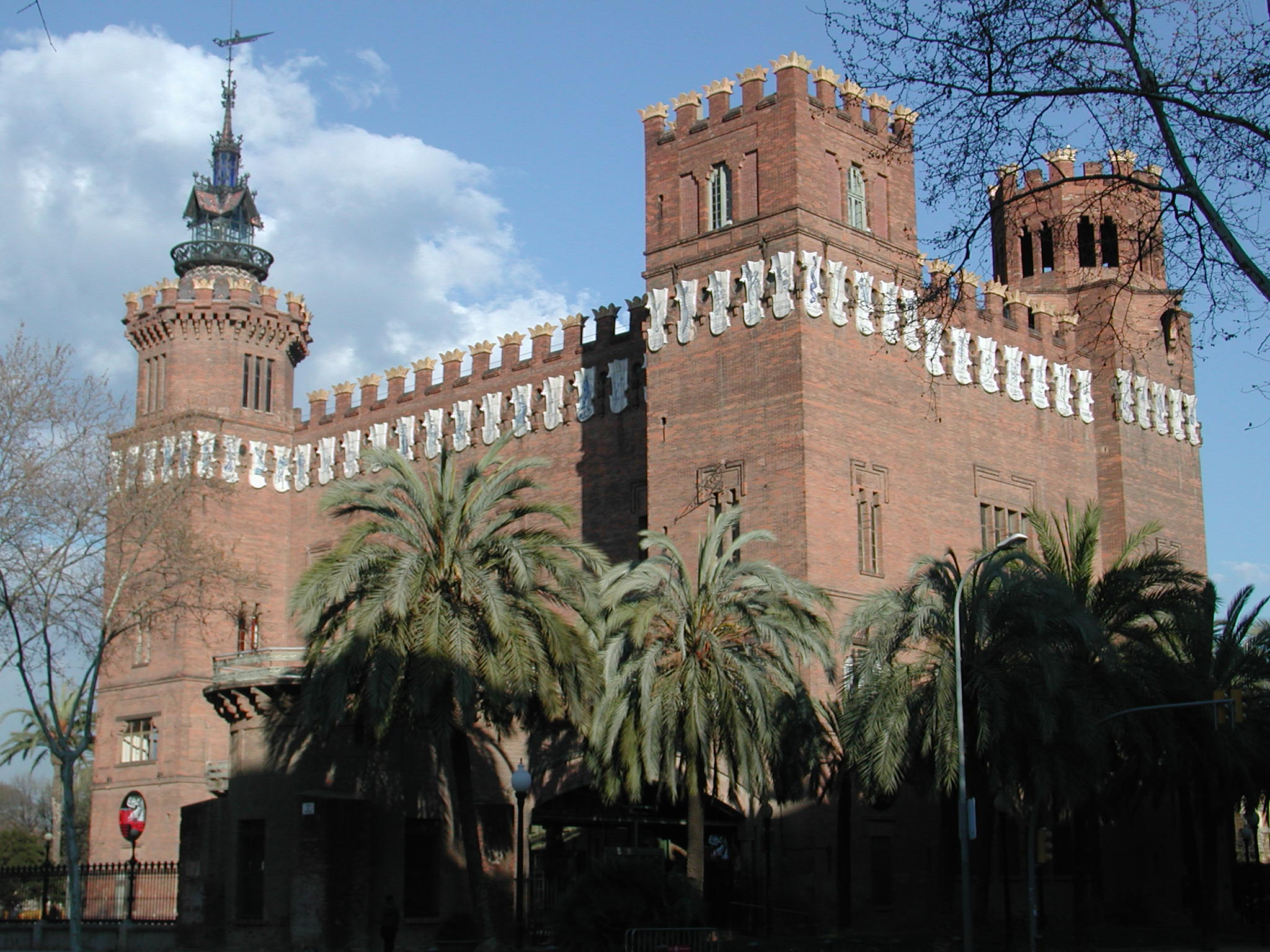
قلعة
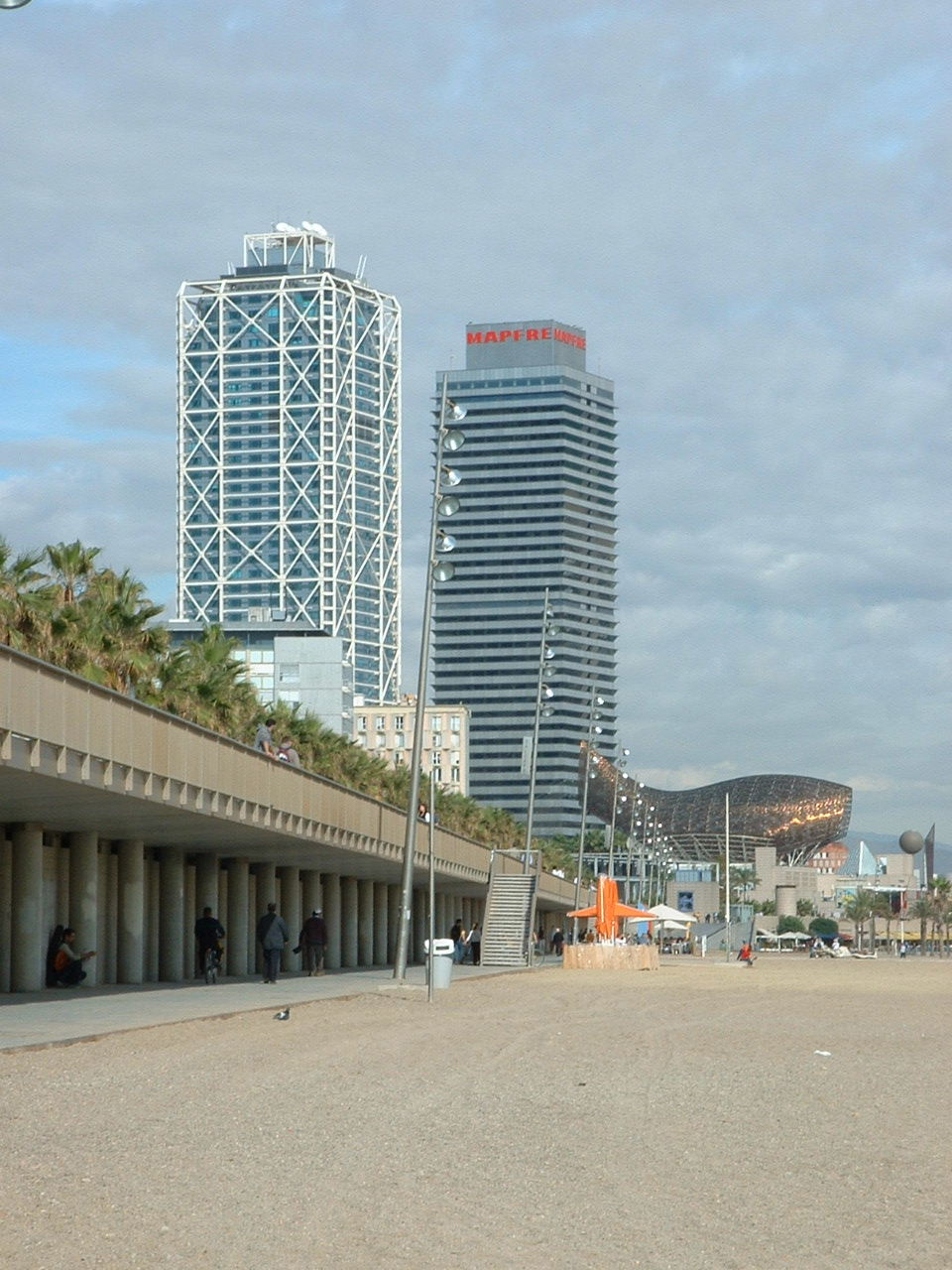
كازينو برشلونة
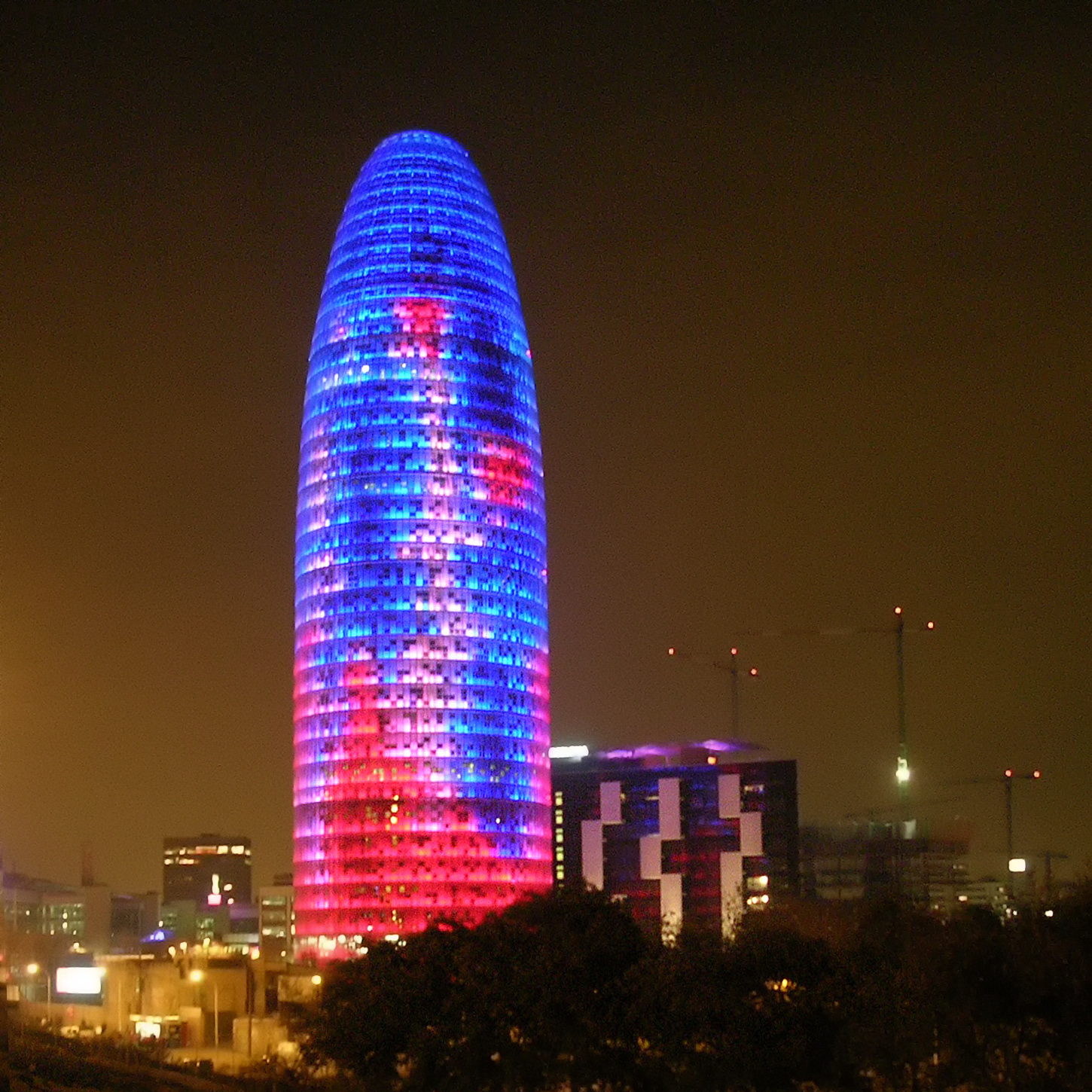
برج اغبار
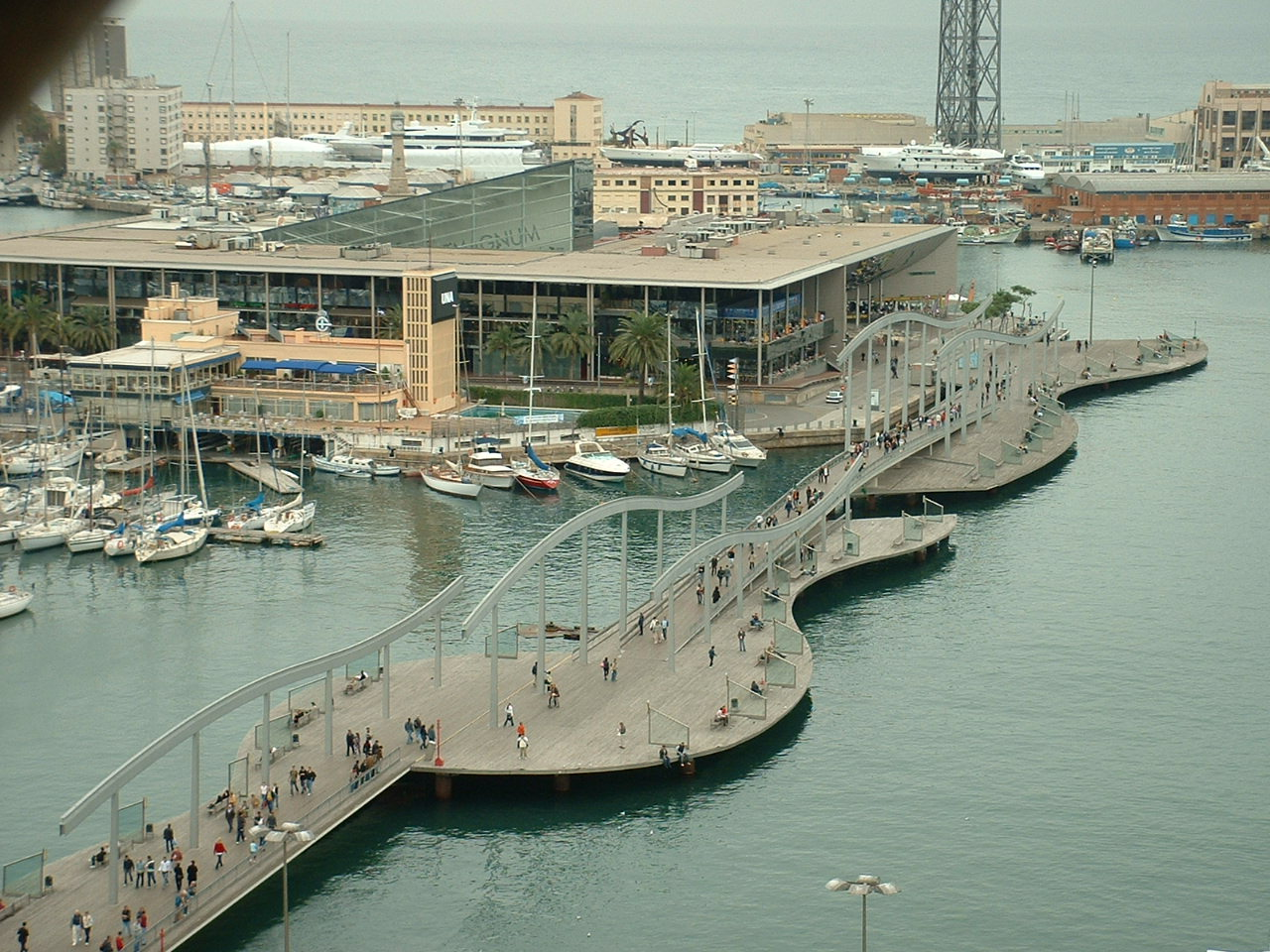
على البحر
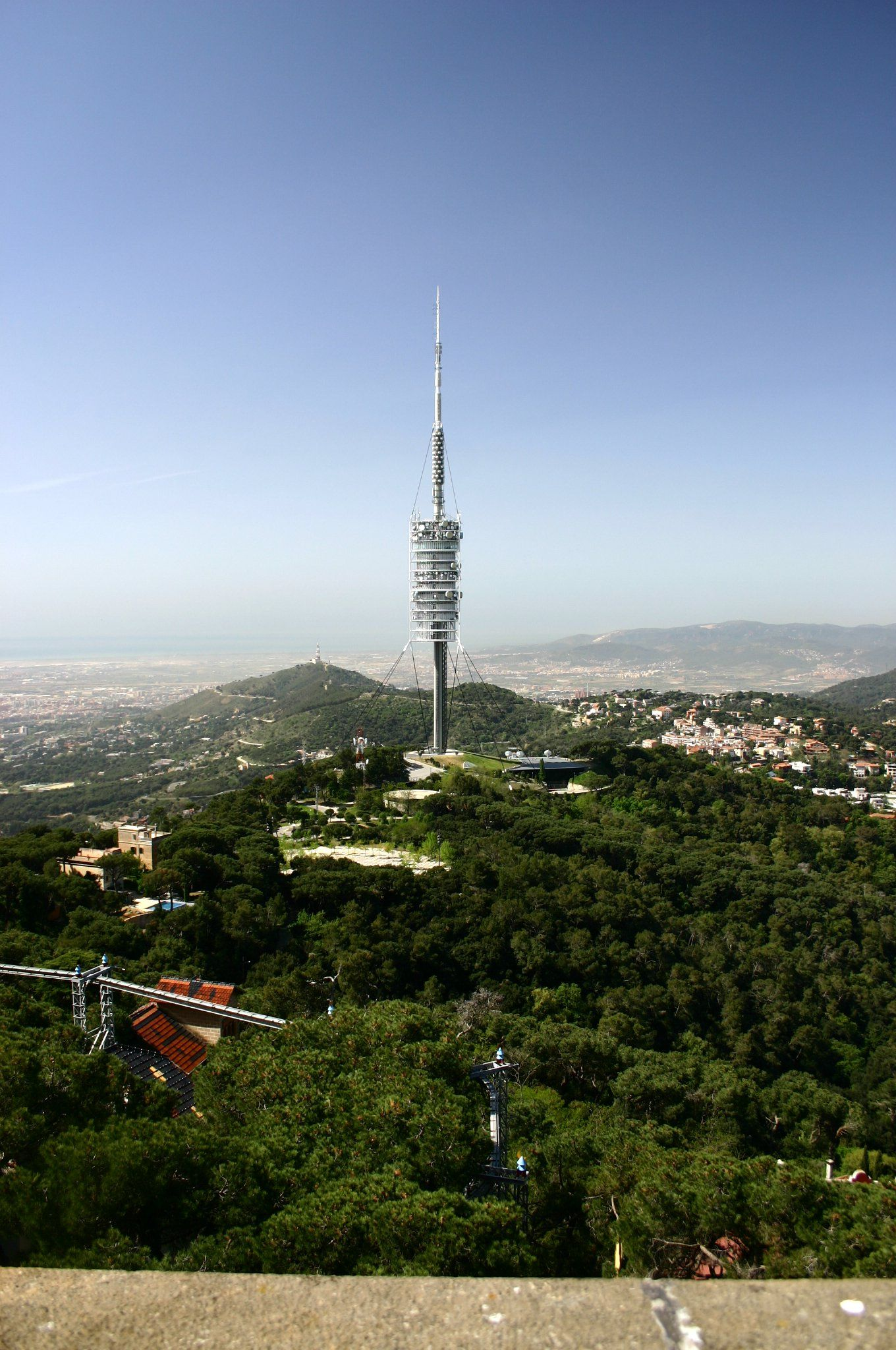
برج الاتصالات 288م
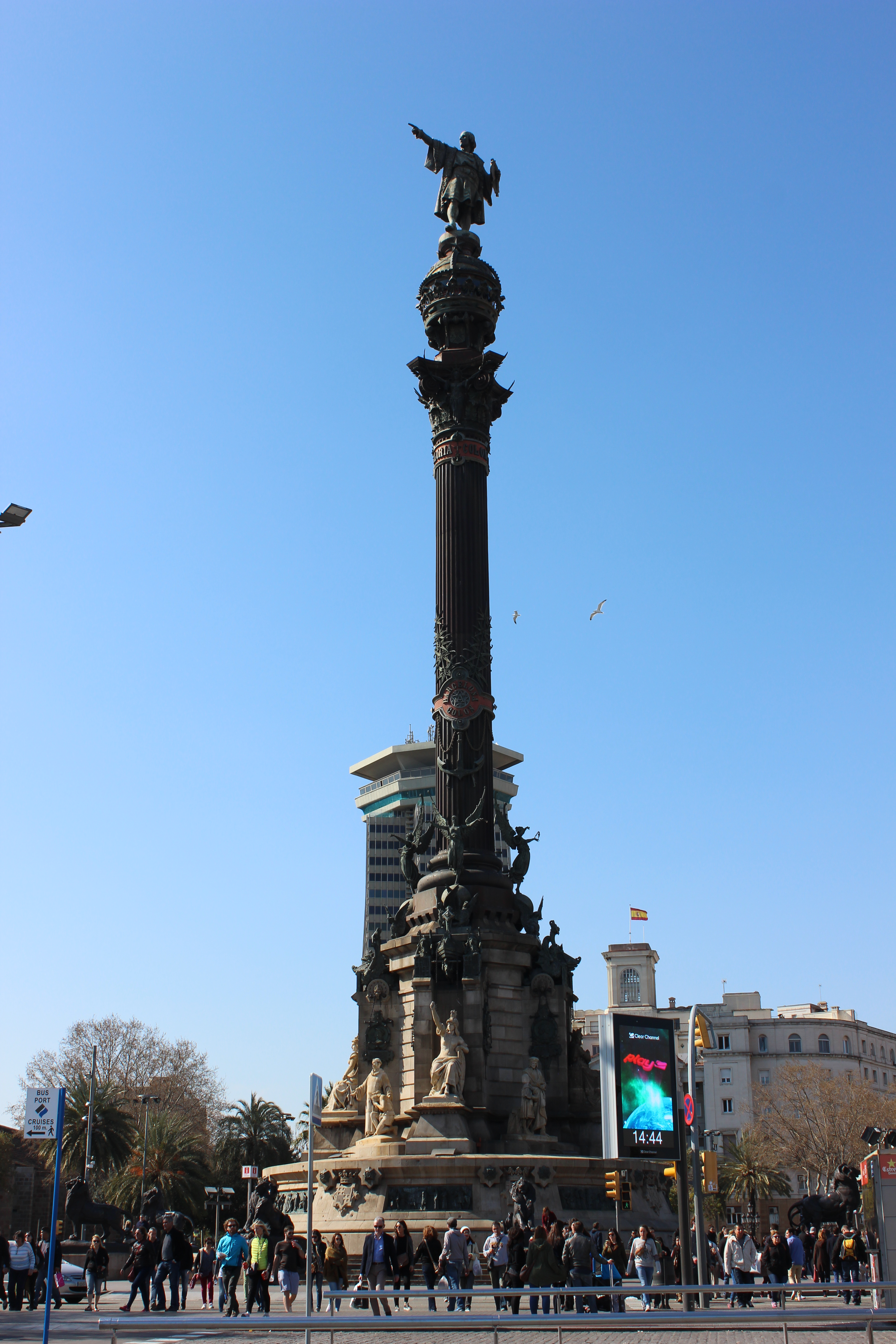
تمثال كريستوفر كولومبوس
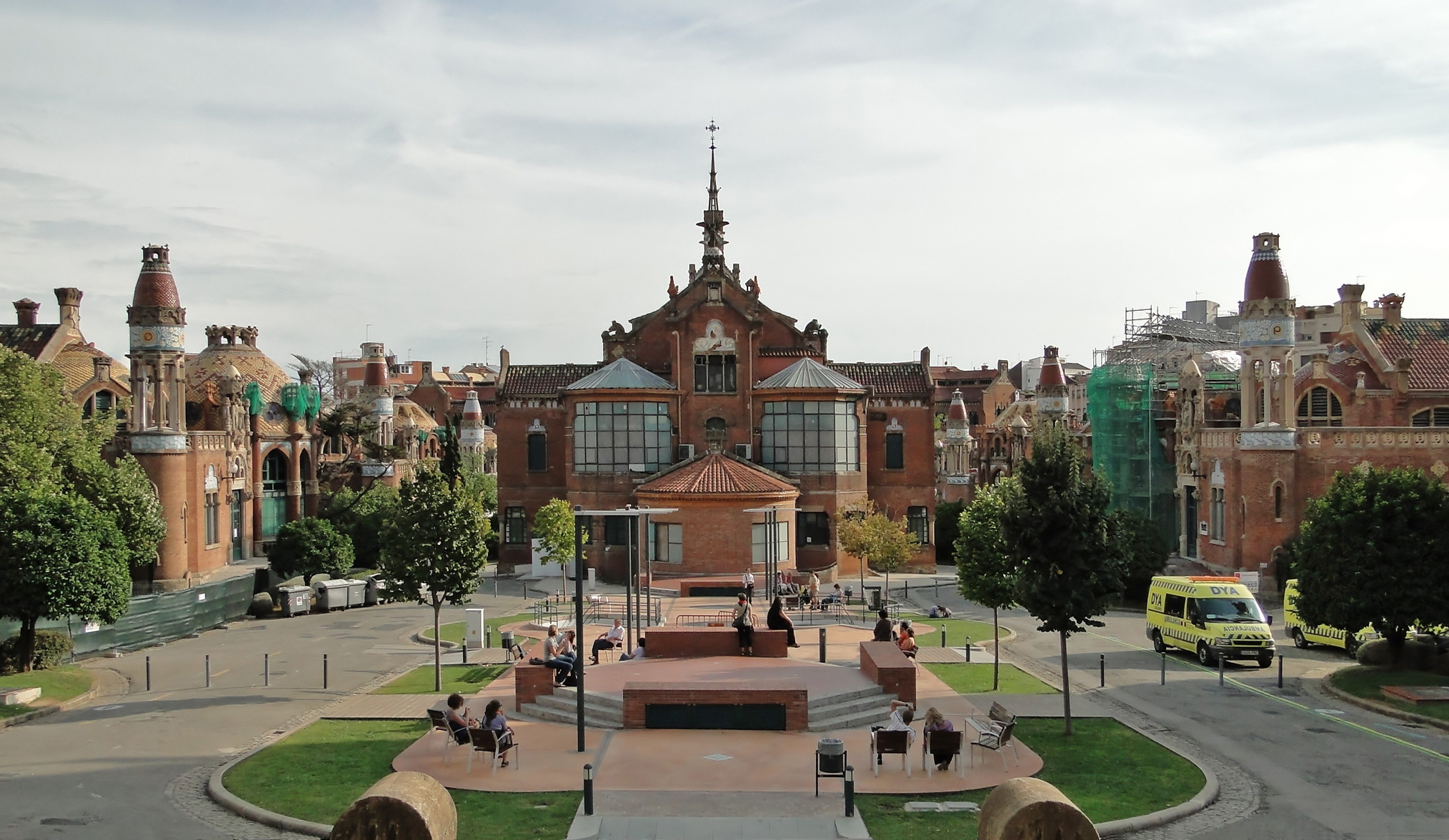
مستشفى سانت بو
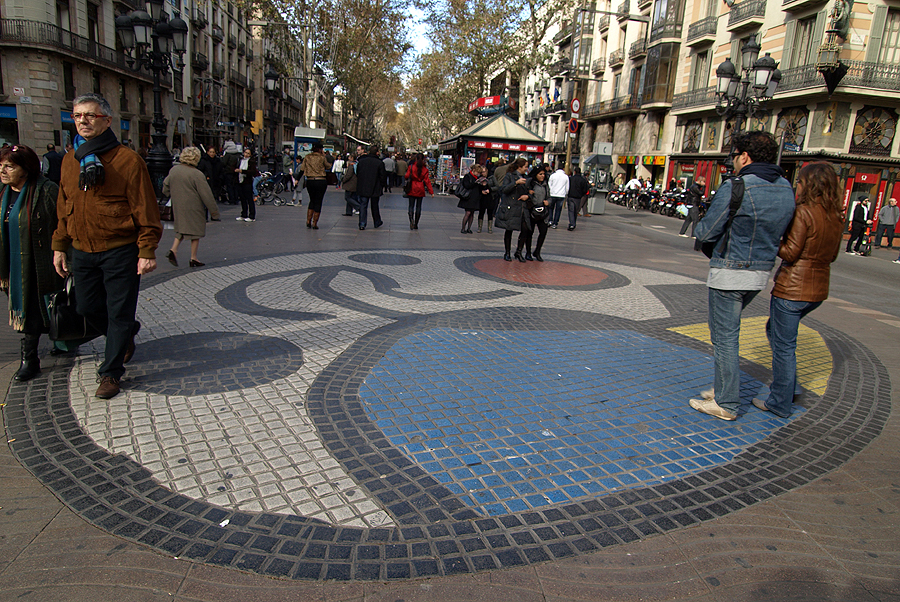
داخل المدينة في شارع لا رامبلا
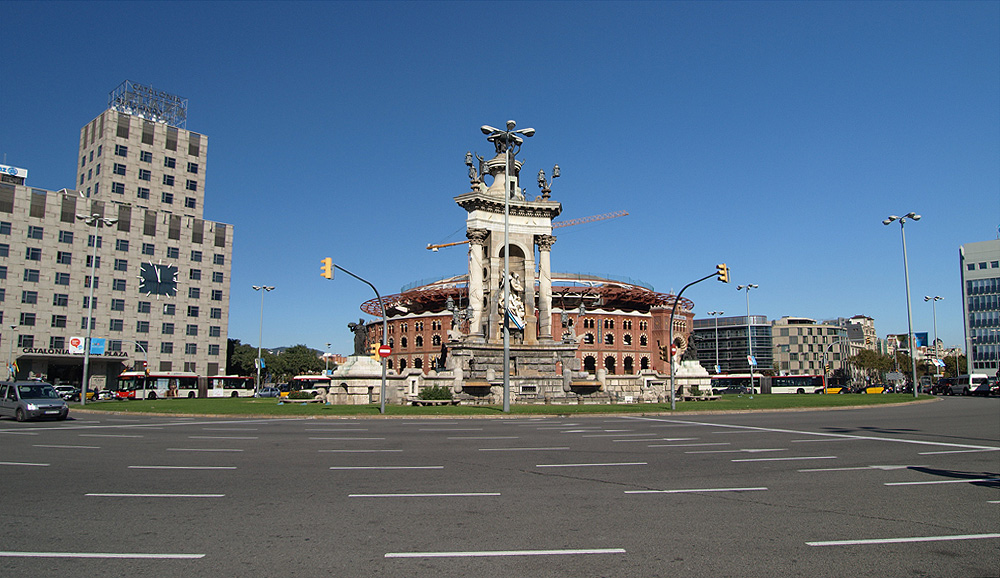
شارع
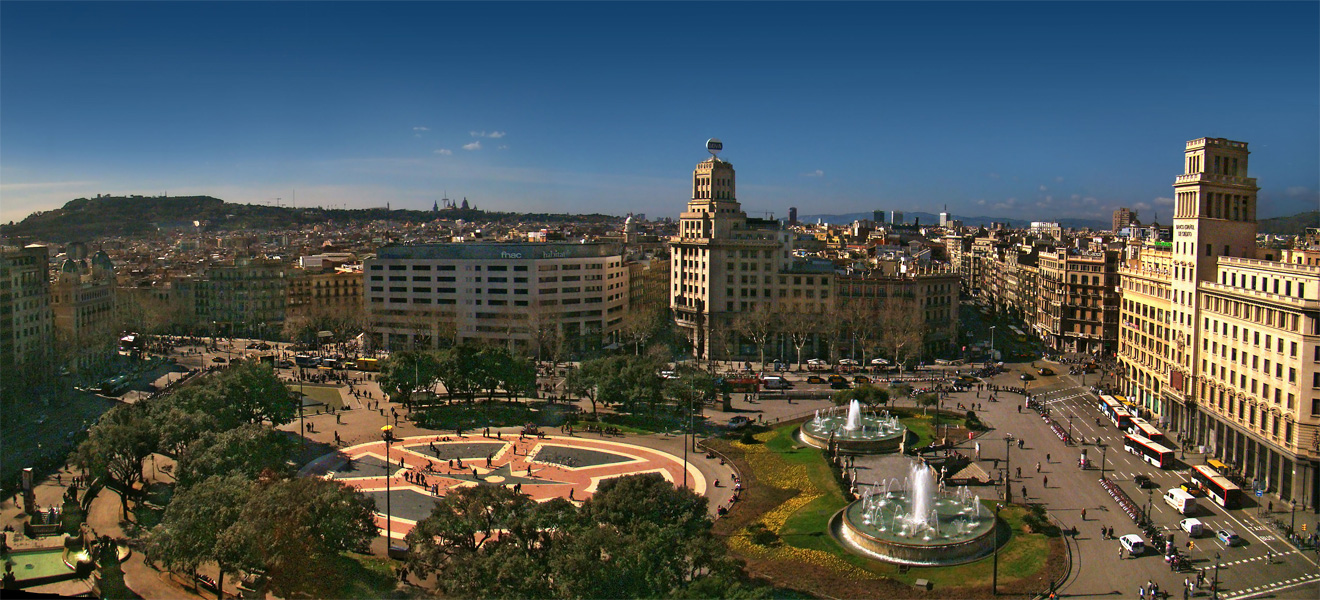
بلاسا كاتالونيا

## المدن الشقيقة
هذه قائمة بالمدن الشقيقة مع برشلونة مرتبة طبقاً لترتيب الزمني:
| - مونبيلييه، فرنسا، 1963 - ريو دي جينيرو، البرازيل، 1972 - مونتيري، المكسيك، 1977 - بوسطن، الولايات المتحدة، 1983 - بوسان، كوريا الجنوبية، 1983 - كولونيا، ألمانيا، 1984 - ساو باولو، البرازيل، 1985 - مونتفيديو، أورجواي، 1985 - أشبيلية، إسبانيا | - غدانسك، بولندا، 1990 - هافانا، كوبا، 1993 - غواياكيل، إكوادور - كوبي، اليابان، 1993 - أنتويرب، بلجيكا، 1997 - إسطنبول، تركيا، 1997 - تل أبيب، إسرائيل، 1998 (توقفت سنة 2023) - غزة، السلطة الوطنية الفلسطينية، 1998 - دبلن، أيرلندا، 1998 | - أثينا، اليونان، 1999 - أصفهان، إيران، 2000 - سراييفو، البوسنة والهرسك، 2000 - فالبارايسو, تشيلي, 2001 - شانغهاي، جمهورية الصين الشعبية, 2001 - دبي، الإمارات العربية المتحدة، 2006 - ثيروفانانثابورام، الهند، 2009 - مدينة سيبو، الفلبين، 2009 - مدينة هوشي منه، فيتنام، 2009-05-29. - سان فرانسيسكو، الولايات المتحدة، 2010 |

## وصلات خارجية
- الموقع الرسمي لمدينة برشلونة (بالإسبانية)
- معلومات حول حكومة قطلونية (بالقطلونية)